# Gangbuk-gu
Gangbuk-gu är ett av de 25 stadsdistrikten (gu) i Sydkoreas huvudstad Seoul. Distriktet har cirka 310 000 invånare (2020). Det ligger i den norra delen av Seoul.  Dess namn kommer från det faktum att det ligger norr om Hanfloden. Gangbuk skapades från granndistriktet Dobong-gu (도봉구) 1995.

## Administrativ indelning
Gangbuk-gu är indelat i 13 stadsdelar (dong) :
Beon1-dong,
Beon2-dong,
Beon3-dong,
Insu-dong,
Mia-dong,
Samgaksan-dong,
Samyang-dong,
Songcheon-dong,
Songjung-dong,
Suyu1-dong,
Suyu2-dong,
Suyu3-dong och
Ui-dong.